# Lebohang Morula
Lebohang William Morula (Brits, 18 dicembre 1966 – Moumong, 9 agosto 2024) è stato un calciatore sudafricano, di ruolo centrocampista.